# Ellis Rowan
Marian Ellis Rowan (Melbourne, 13 juli 1848 - Macedon, 4 oktober 1922) was een Australische kunstenares en botanisch illustratrice. Ze vervaardigde ook een reeks illustraties van vogels, vlinders en insecten.

## Vroege leven
Ellis Rowan werd in 1848 in Melbourne geboren als eerste kind van Charles Ryan en Marian Cotton. Haar grootvader John Cotton verzorgde ooit de illustraties van twee boeken over Engelse vogels. Rowan werd opgeleid aan een meisjesschool in Brighton maar volgde geen formele opleiding in de kunsten. In 1869 bezocht ze Engelse familieleden. Die raadden haar aan te blijven wilde bloemen schilderen in haar eigen stijl.
Op 23 oktober 1873 huwde Rowan met Frederic Charles Rowan, een Britse legerofficier die in 1866 aan de zijde van de Nieuw-Zeelandse strijdkrachten in Taranaki gevochten had. Ze keerde met hem naar Taranaki terug waar hij bij de politie in dienst ging. Hun zoon Eric werd er in 1875 geboren. Rowan werd door haar man aangemoedigd om te blijven schilderen en haar werk tentoon te stellen.
In 1877 keerden ze naar Victoria terug waar Frederic Rowan een zakencarrière begon.

## Carrière
Rowan was een kleine wilskrachtige fascinerende vrouw. Ze zocht in vele landen naar wilde bloemen, vogels, vlinders en insecten. Rowan schilderde ze vervolgens, dikwijls voor het eerst. Veel door haar ontdekte specimen werden benoemd en geclassificeerd door Ferdinand von Mueller.
Van 1879 tot 1893 werd Rowans werk op internationale tentoonstellingen in Australië, India, Engeland, Europa en de Verenigde Staten tentoongesteld. Ze werd in die periode 10 gouden, 15 zilveren en 4 bronzen medailles toegekend. Op de 'Centennial International Exhibition' in Melbourne in 1888 werd haar de hoogste eer toegekend. Enkele kunstenaars vonden bloemschilderen een minderwaardige kunst en waren jaloers.
Na de dood van haar man in 1892 verbleef Rowan niet dikwijls meer in Australië. Ze reisde naar Nieuw-Zeeland, Londen en de Verenigde Staten en stelde er haar werk tentoon. Tijdens haar tweejarig bezoek in Londen aanvaardde koningin Victoria drie van Rowans schilderijen. Rowan schreef er Flower Hunter in Queensland and New Zealand (1898), een verslag over haar avonturen aan de hand van de briefwisseling met haar man en vrienden. In de Verenigde Staten illustreerde ze drie werken van de botanica Alice Lounsberry.
In 1905-09 keerde Rowan terug naar Australië. Ze probeerde elke wilde bloemensoort op het continent te schilderen. De overheid van Zuid-Australië kocht 100 en die van Queensland 125 van haar schilderijen. In 1916 en 1918 reisde Rowan tweemaal naar Nieuw-Guinea. Ze ontdekte en schilderde er vele onbekende bloemen. Rowan reisde met lokale gidsen, in primitieve omstandigheden, door nog niet in kaart gebracht gebied en slaagde erin een groot deel van de verschillende soorten paradijsvogels te schilderen. Ze deed er malaria op en keerde vanwege haar slechte gezondheid toen ze 70 jaar oud was naar Australië terug.
In 1920 stelde ze 1.000 schilderijen tentoon in Sydney. Het was toentertijd de grootste collectie ooit in Australië tentoongesteld. Onder druk van verschillende vrouwenverenigingen besloot de federale overheid de collectie te kopen. Er was in het parlement echter onenigheid over de kostprijs. Rowan stierf op 4 oktober 1922, nog voor een beslissing viel. In 1923 bood de overheid AU£ 5.000 voor 947 schilderijen. Een aantal ontevreden kunstenaars protesteerden tegen de aankoop van wat ze 'ordinaire kunst' noemden.

## Nalatenschap
Rowans collectie wordt bewaard in de 'National Library of Australia' in Canberra. Haar portret van de hand van John Campbell Longstaff hangt daar ook. Het was het eerst nationale portret van Australië, betaald met giften van mensen uit alle deelstaten. Het portret werd onthuld op 10 december 1929.
'Rowan Street' in de wijk Cook in Canberra werd naar haar vernoemd.
De 'Ellis Rowan Building' uit 1966 in de 'Australian National Botanic Gardens' in Canberra werd ook naar vernoemd.
'Prouds Ltd' en de 'Flavelle Brothers of Sydney' gaven Rowan ooit de opdracht om een reeks exotische bloemen te schilderen die op Royal Worcester theeserviezen konden worden gekopieerd. Een collectie serviezen wordt in de 'Saumarez Homestead', eigendom van de National Trust of Australia, tentoongesteld.

## Galerij

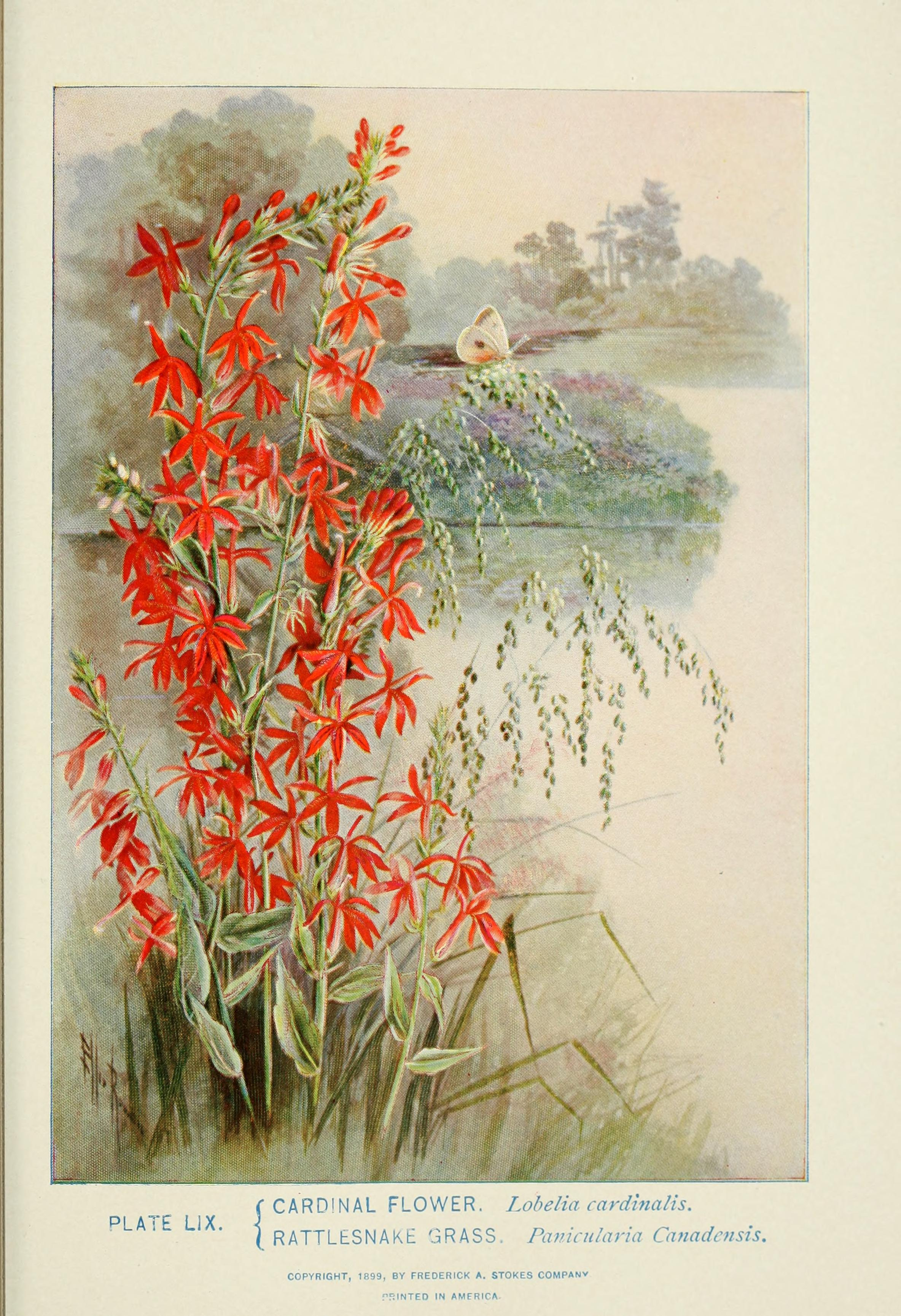
Lobelia cardinalis
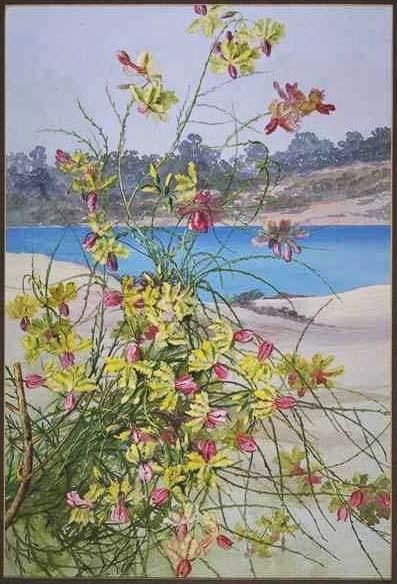
Lechenaultia linarioides
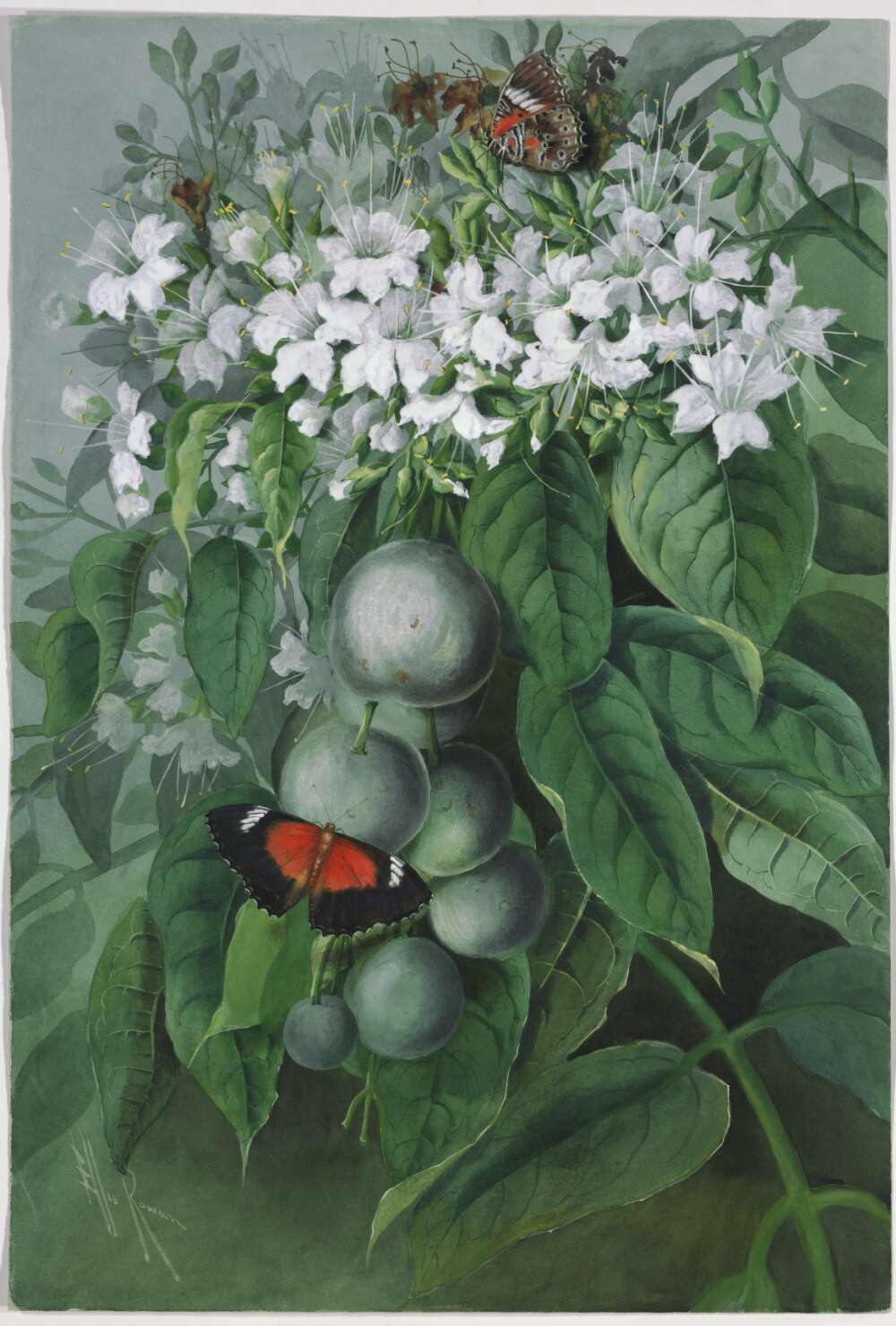
Faradaya splendida
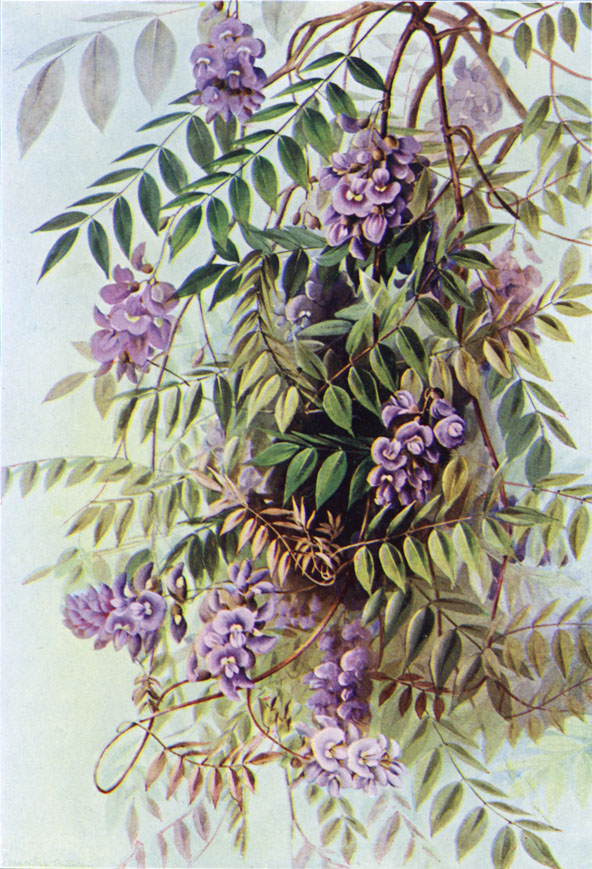
Wisteria frutescens (1901)
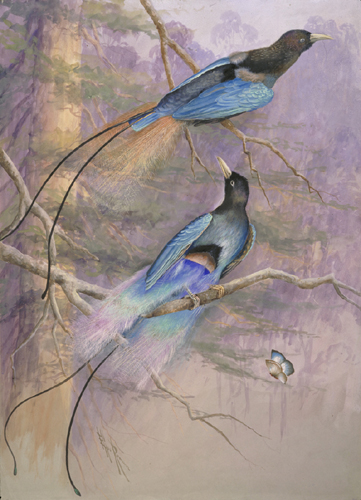
Paradisaea rudolphi (circa 1917) Papua New Guinea
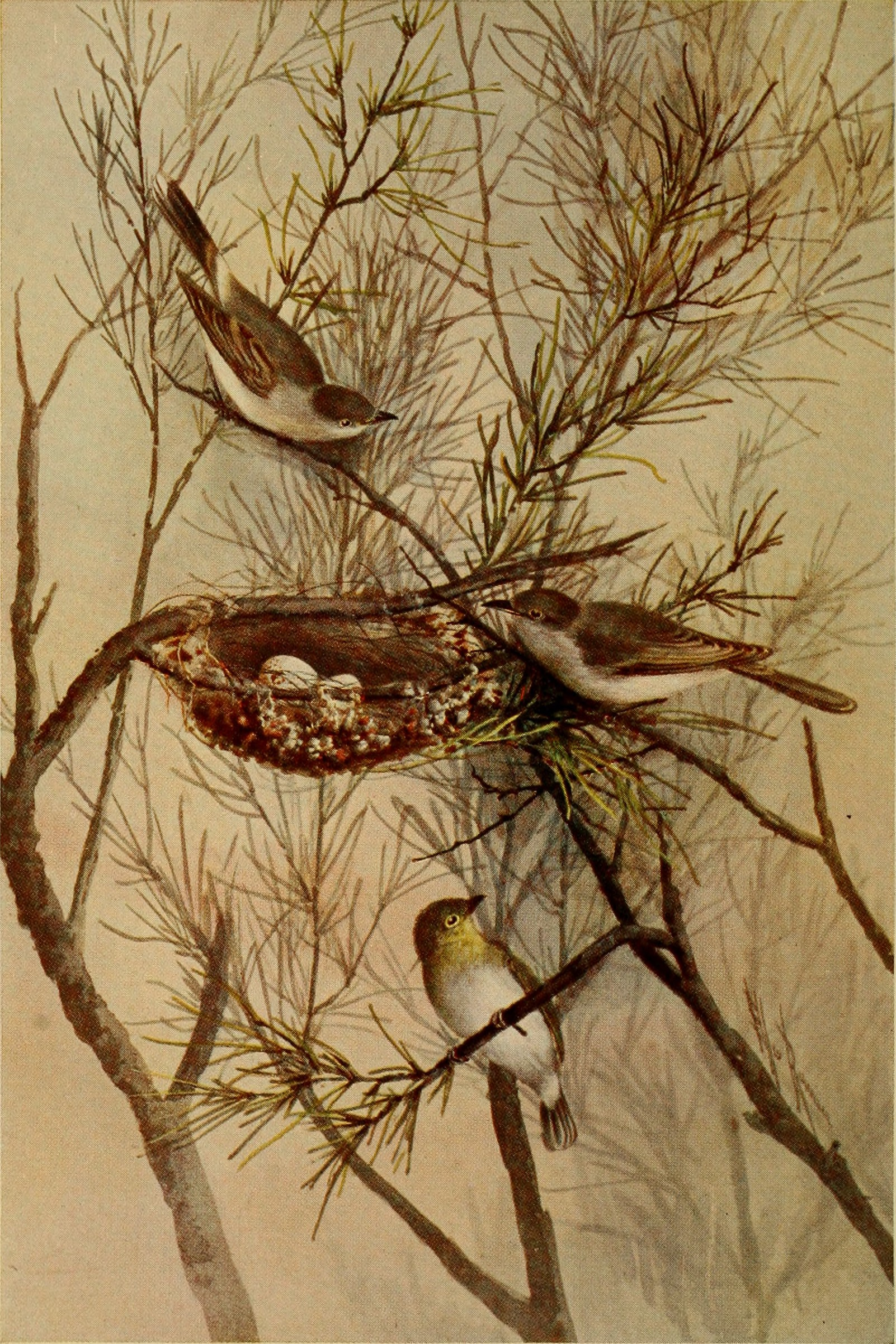
Lacustroica whitei (1909)
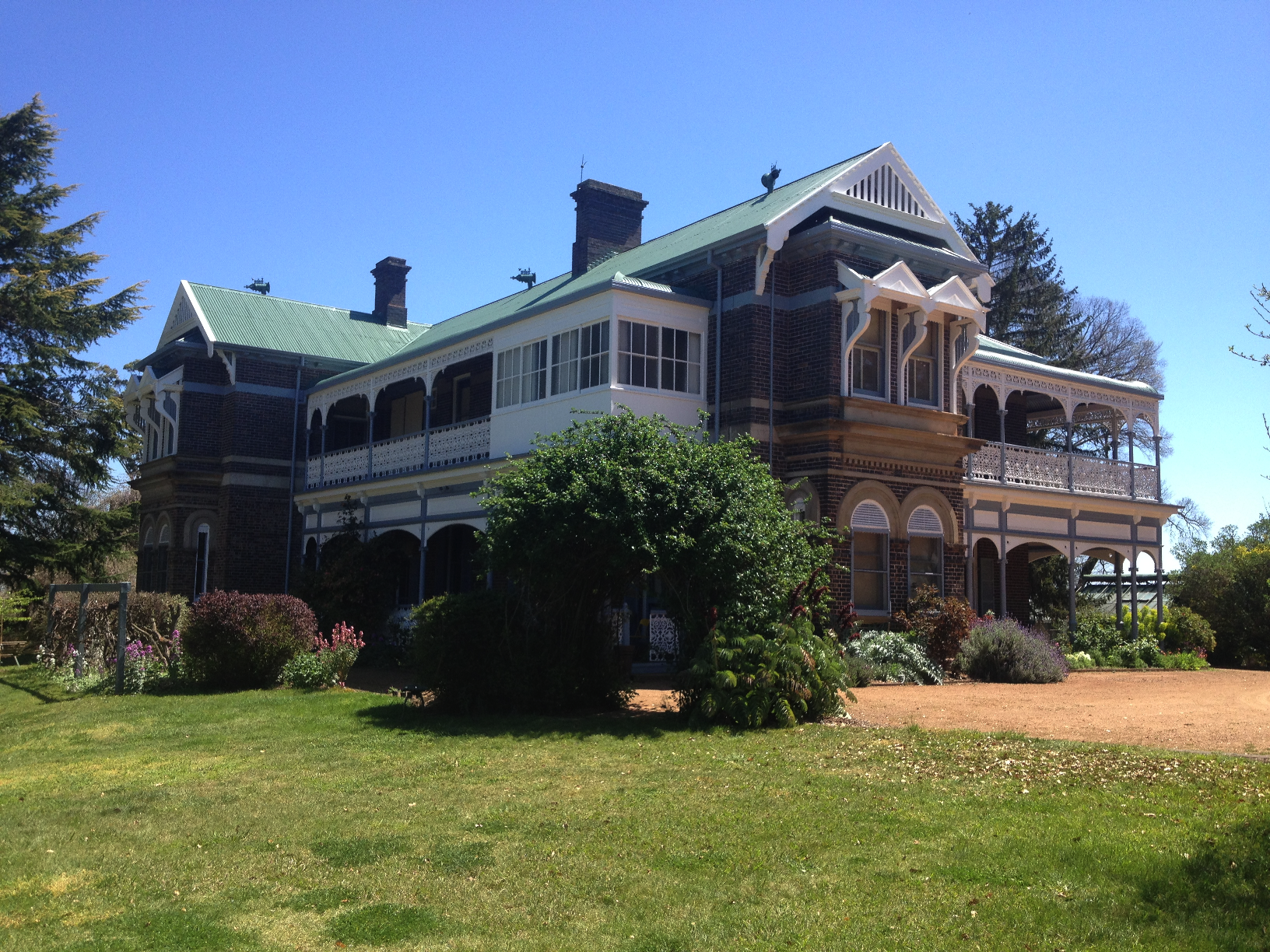
Saumarez Homestead

- Australian Dictionary of Biography: rowan-marian-ellis-8282
- Art Gallery of South Australia: 10144
- Australian Women's Register: AWE0329b
- Dictionary of Australian Artists: ellis-rowan
- Stuttgart Database of Scientific Illustrators 1450–1950: 2730
- Gemeinsame Normdatei: 122218337
- International Standard Name Identifier: 0000 0000 8381 5483
- Library of Congress Control Number: n82132890
- National Gallery of Victoria: 4334
- Nationale bibliotheek van Australië: 36270555
- Nederlandse Thesaurus van Auteursnamen: 239998944
- RKD-Nederlands Instituut voor Kunstgeschiedenis: 432663
- SNAC: w64n0dch
- Museum of New Zealand Te Papa Tongarewa: 70802
- Trove: 620637
- Union List of Artist Names: 500069008
- Virtual International Authority File: 50102977
- WorldCat: E39PCjFwGxM8cWcmmjhJ6tpfmd